# Fréchou
Fréchou település Franciaországban, Lot-et-Garonne megyében. Lakosainak száma 223 fő (2022. január 1.). Fréchou Andiran, Lasserre, Mézin, Moncrabeau és Nérac községekkel határos.

## Népesség
A település népességének változása:
| Lakosok száma | 303  | 248  | 264  | 213  | 206  | 215  | 229  | 230  | 228  | 223  |
|               | 1968 | 1982 | 1990 | 2006 | 2013 | 2015 | 2017 | 2019 | 2020 | 2022 |